# Jumeaux (Alpes pennines)
Pour les articles homonymes, voir Jumeaux (homonymie).
Les Jumeaux sont un sommet double du chaînon des Grandes Murailles, dans les Alpes pennines, en Vallée d'Aoste.

## Sommets
- Pointe Giordano : la première ascension a été effectuée le 6 septembre 1877 par Lord Wentworth, accompagné par les guides valdôtains Jean-Baptiste Bich et Émile Rey, par l'arête sud-ouest.
- Pointe Sella : la première ascension a été effectuée le 10 juin 1875 par Giuseppe Corona avec les guides Jean-Antoine Carrel et Jean-Joseph Maquignaz.